# Blatonite
La blatonite est une espèce minérale du groupe des carbonates (sous-groupe des carbonates d'uranyle), de formule UO2CO3 · H2O.

## Inventeur et étymologie
La blatonite a été décrite par Renaud Vochten et Michel Deliens et nommée en l'honneur de  Norbert Blaton (1945-), cristallographe à l'université catholique de Louvain en Belgique, spécialiste de la structure cristalline des minéraux d'uranium.

## Topotype
- Jomac mine, White Canyon, White Canyon district, Comté de San Juan, Utah, USA[4].
- Les échantillons de référence sont déposés à l'institut royal des sciences naturelles de Belgique à Bruxelles.

## Cristallographie
- Paramètres de la maille conventionnelle : a = 15,79 Å, c = 23,93 Å, Z = 36, V = 5 166,99 Å3
- Densité calculée = 4,03

## Cristallochimie
La blatonite fait partie du groupe de la joliotite.

### Groupe de la joliotite
- Blatonite (UO22+)CO32−,H2O, Unk; Hexa
- Joliotite (UO22+)CO32−,nH2O, (n=2?) P 222, Pmm2; Ortho
- Oswaldpeetersite (UO22+)2CO32−(OH)2,4H2O, P 21/c; 2/m
- Rutherfordine (UO22+)CO32−, P mmm; 2/m 2/m 2/m

## Gîtologie
La blatonite se trouve dans les couches de gypse de la partie oxydée de gisements d'uranium, dans le conglomérat limoneux.

## Minéraux associés
- Antlérite, azurite, boltwoodite, brochantite, carbonate-cyanotrichite, coconinoïte, cuprite, goethite, gypse, hydrombobomkulite, lépidocrocite, malachite, mbobomkulite, métazeunérite, rutherfordine, sklodowskite, smithsonite.

## Habitus
Les cristaux de blatonite sont aciculaires et sont la plupart du temps pliés, courbés, enroulés à la manière de l'amiante (ou asbeste). Les cristaux atteignent 1 millimètre de long et sont inférieurs à 1 millimètre de large.

## Gisements remarquables
Il n'y a qu'un seul gisement de blatonite connu à ce jour :
 États-Unis
- Jomac mine, White Canyon, White Canyon district, Comté de San Juan (Utah)[4]